# Île Franklin (Groenland)
Pour les articles homonymes, voir Île Franklin.
L’île Franklin (danois : Franklin Ø) est l'une des trois îles situées dans le passage Kennedy du détroit de Nares dans l'Arctique avec les deux îles Crozier et Hans. Elle fait partie du Groenland.
Elle fut nommée d'après l'explorateur britannique John Franklin par Elisha Kane entre 1854 et 1855.